# Kendall Stephens
Kendall Everette Stephens (Geelong, 11 novembre 1994) è un cestista statunitense con cittadinanza australiana.